# Terrence Evans
Terrence Howard Evans (Sharon, 21 giugno 1934 – Burbank, 7 agosto 2015) è stato un attore statunitense.

## Filmografia parziale

### Cinema
- Ricominciare ad amarsi ancora (Falling in Love Again), regia di Steven Paul (1980)
- Fletch - Un colpo da prima pagina (Fletch), regia di Michael Ritchie (1985)
- Il cavaliere pallido (Pale Rider), regia di Clint Eastwood (1985)
- Born in East L.A., regia di Cheech Marin (1987)
- Diario di un fantasma (Phantom of the Mall: Eric's Revenge), regia di Richard Friedman (1989)
- Roxy - Il ritorno di una stella (Welcome Home, Roxy Carmichael), regia di Jim Abrahams (1990)
- Terminator 2 - Il giorno del giudizio (Terminator 2: Judgment Day), regia di James Cameron (1991)
- Tina - What's Love Got to Do with It (What's Love Got to Do with It), regia di Brian Gibson (1993)
- Crocodile, regia di Tobe Hooper (2000)
- Non aprite quella porta (The Texas Chainsaw Massacre), regia di Marcus Nispel (2003)
- Down in the Valley, regia di David Jacobson (2005)
- Non aprite quella porta - L'inizio (The Texas Chainsaw Massacre: The Beginning), regia di Jonathan Liebesman (2006)
- Mr. Fix It, regia di Darin Ferriola (2006)
- Chain Letter, regia di Deon Taylor (2010)
- Le armi del cuore (War Room), regia di Alex Kendrick (2015)

### Televisione
- La casa nella prateria (Little House on the Prairie) - episodio 7x09 (1980)
- A-Team - un episodio (1984)
- Kenny Rogers as The Gambler, Part III: The Legend Continues - film TV (1987)
- Il tempo della nostra vita (Days of Our Lives) - 13 episodi (1989)
- Star Trek: Deep Space Nine - 2 episodi (1993)
- Alien Nation: Dark Horizon - film TV (1994)
- Star Trek: Voyager - un episodio (1997)
- Cold Case - Delitti irrisolti (Cold Case) - un episodio (2004)